# II liga polska na żużlu (2007)
Rozgrywki II ligi żużlowej w sezonie 2007.
Rozgrywki prowadzi Główna Komisja Sportu Żużlowego (GKSŻ) w imieniu Polskiego Związku Motorowego (PZM).

## Zespoły
- 15 listopada 2006[1]:
  - KŻ Orzeł Łódź
- 2 kwietnia 2007[2]:
  - KŻ Kolejarz Opole
  - KSM Krosno
- brak licencji:
  - RKS Kolejarz Rawicz
  - Speedway Miszkolc (Węgry)
  - SK Lokomotīve Dyneburg (Łotwa)
  - AK Markéta Praga (Czechy)

Ostatecznie do rozgrywek nie przystąpiła Ukraina Równe (Ukraina).

## Runda zasadnicza

### Tabela
| Poz | Klub                   | M  | W | R | P  | Pkt |         |      |
| --- | ---------------------- | -- | - | - | -- | --- | ------- | ---- |
| 1   | Kolejarz Rawicz        | 12 | 9 | 0 | 3  | 21  | 623-475 | +148 |
| 2   | SK Lokomotīve Dyneburg | 12 | 8 | 2 | 2  | 20  | 595-445 | +150 |
| 3   | Orzeł Łódź             | 12 | 8 | 0 | 4  | 19  | 576-457 | +119 |
| 4   | Kolejarz Opole         | 12 | 6 | 0 | 6  | 13  | 586-503 | +83  |
| 5   | Speedway Miszkolc      | 12 | 4 | 1 | 7  | 9   | 478-582 | –104 |
| 6   | KSM Krosno             | 12 | 3 | 2 | 7  | 9   | 447-587 | –140 |
| 7   | AK Markéta Praga       | 12 | 1 | 1 | 10 | 3   | 326-582 | –256 |

M = Rozegrane spotkania; W = Wygrane; R = Remisy; P = Porażki; Pkt = Punkty
|  | Awans do I ligi         |
|  | Baraż o awans do I ligi |

### Wyniki
|                        | RAW   | DYN   | ŁÓD   | OPO   | MIS   | KRO   | PRA   |
| ---------------------- | ----- | ----- | ----- | ----- | ----- | ----- | ----- |
| Kolejarz Rawicz        | x     | 51:42 | 50:43 | 55:35 | 58:34 | 59:34 | 71:20 |
| SK Lokomotīve Dyneburg | 54:37 | x     | 50:40 | 53:36 | 57:36 | 66:24 | 38:10 |
| Orzeł Łódź             | 37:55 | 46:44 | x     | 59:30 | 67:23 | 52:37 | 59:31 |
| Kolejarz Opole         | 55:38 | 36:56 | 59:33 | x     | 66:27 | 58:32 | 67:24 |
| Speedway Miszkolc      | 48:42 | 39:51 | 43:48 | 48:42 | x     | 58:32 | 51:40 |
| KSM Krosno             | 38:52 | 45:45 | 41:52 | 48:45 | 45:45 | x     | 22:14 |
| AK Markéta Praga       | 37:55 | 45:45 | 0:40  | 30:59 | 34:26 | 41:49 | x     |

## Baraże
| O awans |        | SK Lokomotīve Dyneburg 2 miejsce w II lidze | 108:77 | Sipma Lublin 7 miejsce w I lidze |
| ------- | ------ | ------------------------------------------- | ------ | -------------------------------- |
| O awans | 7 paź  | SK Lokomotīve Dyneburg                      | 68:24  | Sipma Lublin                     |
| O awans | 14 paź | Sipma Lublin                                | 53:40  | SK Lokomotīve Dyneburg           |